# CSSC GT-25000
GT-25000は、ウクライナからの技術移転により中国船舶集団（CSSC、旧中国船舶重工集団（CSIC）） の子会社である龍江GHガスタービンによって開発・製造された船舶用ガスタービンエンジン。

## 開発
中国人民解放軍海軍では052A型1番艦で初めてガスタービンエンジンを採用、ゼネラル・エレクトリック LM2500を搭載したが、1989年の六四天安門事件を受けて輸入が停止された。
対応として中華人民共和国（以後、中国）は1993年にウクライナとUGT-25000ガスタービンの販売とライセンス生産の契約に署名。契約に基づき、ウクライナはUGT-25000の輸出仕様のDA80を10台を中国に輸出、製造技術と資料を譲渡した。これにより、052A2番艦、051B型、052B型、052C型ではDA80が搭載され、051C型ではDT-59が搭載された。
これらのウクライナ製エンジンは将来の軍艦でも使用される予定だったが、ヨーロッパでの運用を前提としたUGT-25000は高温多湿のアジアで運用するには不具合を抱えており、タービンブレード等に問題が発生。江南造船で建造されたAESAレーダーを有する052C型は就役までに時間を要した。
このため、中国は1998年に移転された技術によるガスタービンの国産化とアジア圏での運用に合わせた改良を開始。CSICの第703研究所をメインに、西安航空発動機(XAEC)、ハービンタービンが開発に参加した
。

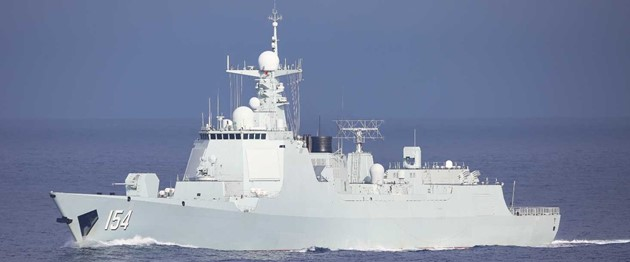
GT-25000を本格的に採用した052D型駆逐艦

2004年に、最初の国産ガスタービンが完成、GT-25000と名付けられた。UGT-25000と同等のパフォーマンスを発揮できたが、この時点での国産化率は60％。2011年には国産率は98.1％に到達。国産化完了後もGT-25000の信頼性を向上する努力が払われている。GT-25000の中国国内での生産が可能になったことでボトルネックが解消され、052D/DL型、055型駆逐艦の大量建造が可能になった。

## 別系統での国産化
GT-25000とは別にUGT-25000を元に国産化したエンジンにQC-280/QD-280がある。国産化に参加したXAECが、入手した技術から独自に開発したガスタービンエンジンで、こちらもUGT-25000と基本的に同じパフォーマンスを発揮できる。GT-25000の保険として、軍艦搭載ガスタービン市場に乗り出したが、航空機エンジンメーカーのXAECが開発したQC-280より、軍艦に搭載するにはCSIC製のGT-25000の方が適当として不採用になった。以前は中国軍艦のガスタービンはQC-280が搭載されているとされたが、これは間違いである。不採用後は民間での採用を見込んでいる。
また、GT-25000とQC-280の開発経験により、中国航空工業集団（AVIC）の所有する航空機用ターボファンエンジンであるWS-10やWS-15のエンジンコアを使用した新設計のガスタービンのQC-185（出力:18MW　効率:38%）やQC-400（出力:40MW　効率:42%）の開発など、多様な航空機エンジンを保有する強みを生かして、ニーズにあった様々な出力のガスタービン開発が行われている。

## バリエーション
UGT-25000 / DA80
原型のウクライナ製のエンジン
CGT25-D
民間産業用ガスタービン。出力30MWを備えており、2021年にロシアに輸出された。
GT-25000 S-S cycle
ウクライナの支援を受けて、出力を33MWにしたアップグレードモデル。
GT-25000IC
インタークーラーにより、出力を40MWに強化することを目指している開発中のモデル。
QC-280/QD-280
XAECによるUGT-25000の国産化モデル。
QC-280IC
QC-280のインタークーラー搭載モデル。

## 搭載艦船
- 広州級駆逐艦（試験運用、2番艦のDA80の片方を換装）
- 昆明級駆逐艦
- 南昌級駆逐艦

## 参照
1. ↑  “Why Ukraine is Reassessing its Defense Cooperation with China” (2021年5月6日). 2022年7月1日閲覧。
2. ↑  “欢迎访问《推进技术》网站”. 2022年7月1日閲覧。
3. ↑  “China Develops Aircraft Carrier Group Leader” (2015年10月27日). 2022年7月1日閲覧。
4. ↑  https://www.forecastinternational.com/whitepaper/Competing%20Manufacturers%20of%20Marine%20Gas%20Turbines.pdf
5. ↑  “GT-25000 Gas turbine-CSIC Longjiang GH Gas Turbine Co. LTD.”. 2022年7月1日閲覧。
6. ↑  “国家能源研发中心（重点实验室）工作巡礼（三十七）”. 2022年7月1日閲覧。
7. ↑  “一个多年的误解：QC280燃气轮机，并没有装在国产军舰上”. 2022年7月1日閲覧。
8. ↑  https://gas.in-en.com/html/gas-3570410.shtml
9. ↑  “中国新型燃气轮机装备万吨大驱 还将被用于这款平台|燃气轮机|舰船|发动机_新浪军事_新浪网”. 2022年7月1日閲覧。